# WeMade Entertainment
WeMade Entertainment, Co., Ltd. (далее — WeMade Entertainment) — частная компания, южнокорейский разработчик компьютерных игр и поставщик услуг, связанных с этими играми. Компания базируется в Сеуле, столице Южной Кореи и основана 10 февраля 2000 года. WeMade Entertainment разрабатывает преимущественно многопользовательские ролевые онлайновые игры (MMORPG), наиболее успешными из которых являются The Legend of Mir 2 и её сиквел The Legend of Mir 3. 40 % доли WeMade Entertainment принадлежит южнокорейской компании Actoz.
Изначально игры WeMade Entertainment были ограничены территорией Южной Кореи, однако контракт с итальянской компанией Digital Bros, подписанный в марте 2001 года, позволяет WeMade Entertainment распространять игру The Legend of Mir 2 в Европе. Похожий контракт с китайской компанией Shanda, подписанный в июне того же года, позволил распространение игр WeMade Entertainment на территории Китая при поддержке Actoz. Следующий контракт, подписанный в августе 2002 года с тайваньской компанией Softworld, сделал игру The Legend of Mir 2 доступной в этом регионе.
27 апреля 2007 года WeMade Entertainment приобрела лицензию на использование игрового ПК-ориентированного движка CryEngine 2 разработки немецкой компании Crytek. С использованием CryEngine 2 WeMade Entertainment начала разрабатывать две игры: многопользовательскую стратегию в реальном времени «NED:The New Era of Fantasy» и MMORPG «Kailas».
Игра «NED:The New Era of Fantasy» поменяла своё название на «Icarus» и выпустят игру на игровом движке CryEngine 3
WeMade Entertainment ведет долгое судебное разбирательство в пекинском суде с китайской компанией Shanda из-за игры «The World of Legend», которая была разработана и выпущена компанией Shanda. «The World of Legend», согласно мнению WeMade Entertainment, посягает на её интеллектуальную собственность.
Владеет собственной киберспортивной командой WeMade FOX. Её также спонсируют Woosong, Razer и Mizuno.

## Внешние ссылки
- wemade.com — официальный сайт WeMade Entertainment
- Игра Icarus